# 普列謝耶沃湖
普列謝耶沃湖是俄羅斯的湖泊，位於雅羅斯拉夫爾州，城鎮佩列斯拉夫爾-扎列斯基位於湖泊的東南部。
普列謝耶沃湖是以前沙皇的渡假地點，湖泊面積51平方公里，適合露營、游泳和釣魚。

## 外部連結
- Lake information:  （页面存档备份，存于）
- Peter the Great's "poteshny" (toy) fleet:  （页面存档备份，存于）
- First-Class Camping & Hiking